# Royaucourt-et-Chailvet
Royaucourt-et-Chailvet är en kommun i departementet Aisne i regionen Hauts-de-France i norra Frankrike. Kommunen ligger  i kantonen Anizy-le-Château som ligger i arrondissementet Laon. År 2022 hade Royaucourt-et-Chailvet 228 invånare.

## Befolkningsutveckling
Antalet invånare i kommunen Royaucourt-et-Chailvet
Referens: INSEE